# El Matareya
El Matareya of Al-Matariyya (Arabisch: المطرية) is een stad in het gouvernement Ad Daqahliyah in het noordoosten van Egypte. De stad ligt in de delta van de Nijl aan de oever van het Manzala-meer. In 2021 telde de stad 162.045 inwoners.
De stad bestond uit twee grote eilanden al-Ghasna en al-Okbiyine genaamd. Het waren afzonderlijke eilanden tot 1903, toen de regering een decreet uitvaardigde waarbij beide eilanden werden verenigd onder de naam Matariyya-stad. Het vervoer tussen de twee eilanden gebeurde met houten boten totdat de waterweg die de eilanden scheidde opdroogde. De eerste bakstenen huizen met houten daken werden gebouwd in de jaren 1750.
Tijdens de Suezcrisis in 1956 werd de stad gebombardeerd.